# Libotovský hřbet
Libotovský hřbet je geomorfologický okrsek ve střední části Bělohradské pahorkatiny, ležící převážně v okrese Trutnov, menší částí též v okrese Jičín, v Královéhradeckém kraji. Území okrsku leží mezi sídly Bílá Třemešná na severu, Miletín na západě, Bílé Poličany na jihozápadě, Kuks na východě a Dvůr Králové nad Labem na severovýchodě. Největšími sídly v okrsku jsou obce Dubenec, Doubravice a Hřibojedy.
Okrsek zahrnuje chráněné území PP Čertovy hrady.

## Geomorfologické členění
Okrsek Libotovský hřbet náleží do celku Jičínská pahorkatina a podcelku Bělohradská pahorkatina. Dále se člení na podokrsky Hřibojedský hřbet na severu a západě a Dubenecká tabule na jihovýchodě. Hřbet sousedí s dalšími okrsky Bělohradské pahorkatiny (Miletínský úval na jihozápadě, Královédvorská kotlina a Královédvorská niva na severovýchodě), na severozápadě s Krkonošským podhůřím a na jihovýchodě s Východolabskou tabulí.

## Nejvyšší vrcholy
Nejvyšším vrcholem Libotovského hřbetu je Dehtovská horka (526 m n. m.).
- Dehtovská horka (526 m), Hřibojedský hřbet
- Záleský vrch (459 m), Hřibojedský hřbet